# Onkel Fisch

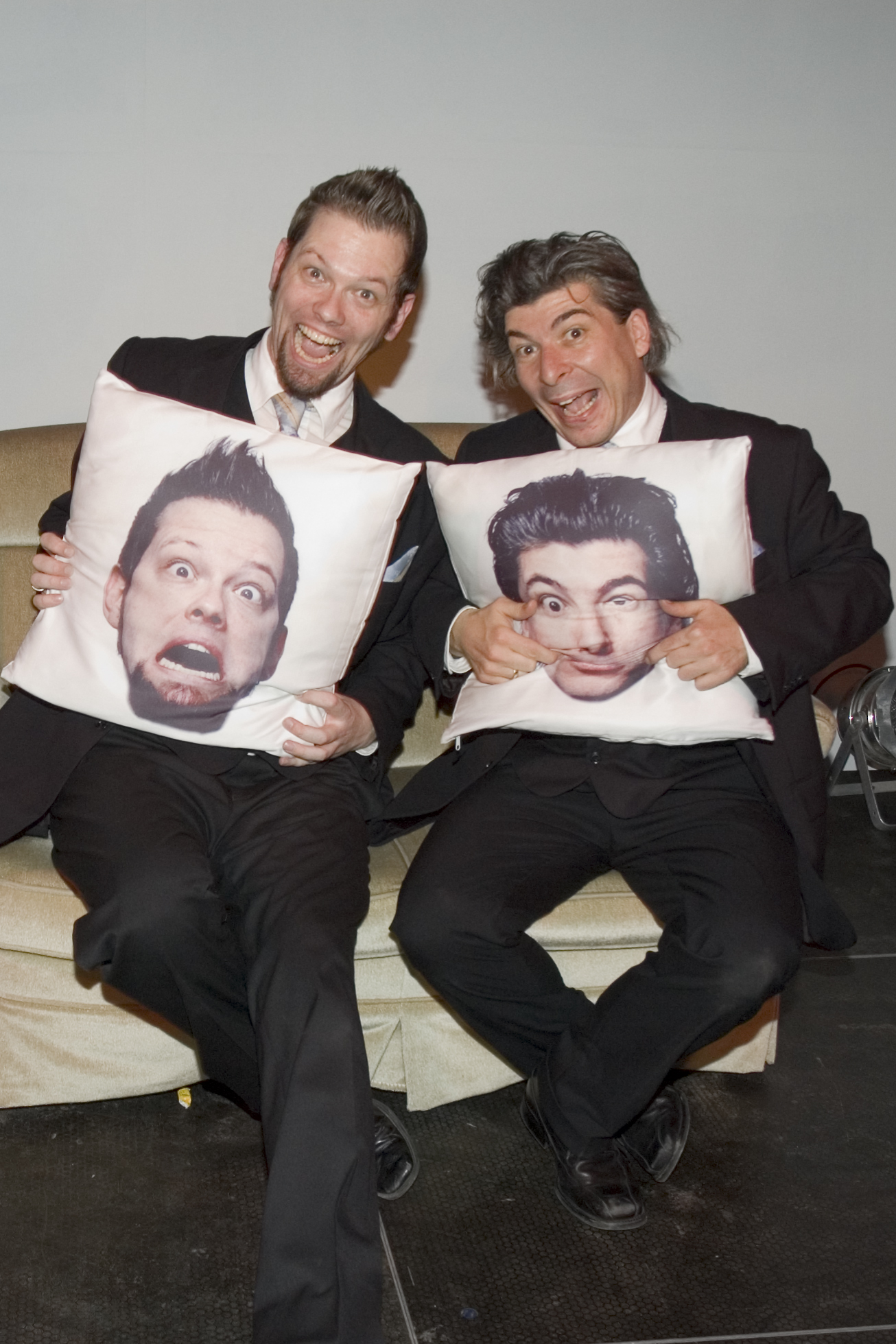
Onkel Fisch, mit ihrer Tour „Auffem Sofa“ 2008/2009

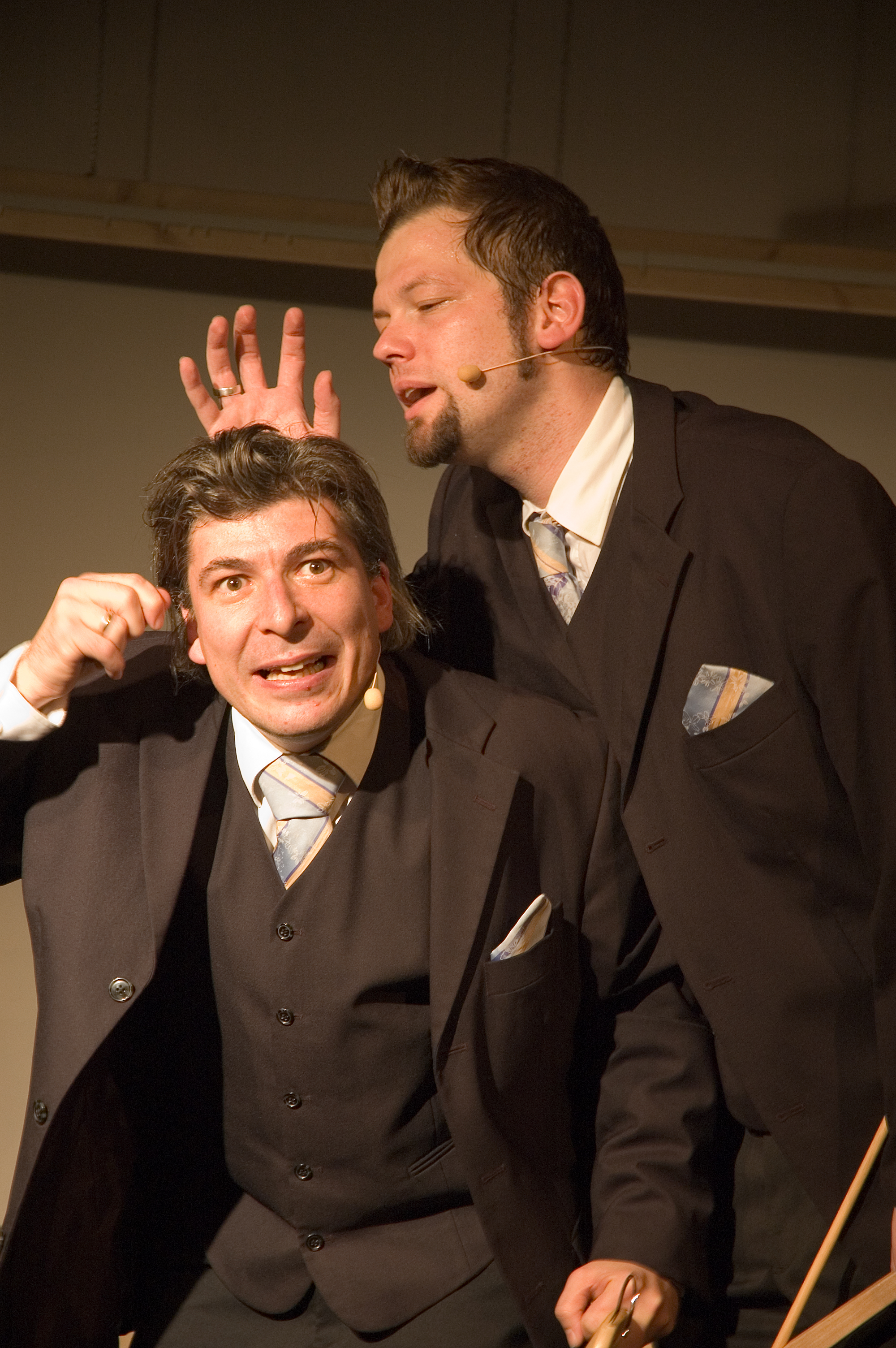
Onkel Fisch live (2008)

Onkel Fisch (Eigenschreibweise: ONKeL fISCH) ist ein deutsches Satireduo, bestehend aus Adrian Engels (* 1972) und Markus Riedinger (* 1967). Sie bezeichnen ihr Genre als „Action-Kabarett“. Bekannt wurde Onkel Fisch durch Radio-Comedysendungen auf 1 Live, WDR2 und SWR3.

## Geschichte
Die beiden Schauspieler Adrian Engels und Markus Riedinger begannen ihre Zusammenarbeit 1994 in Köln und arbeiten seitdem als Autoren, Regisseure, Sprecher und Schauspieler auf der Bühne, im Fernsehen und im Radio. Es entstanden einige tausend Sketche für das Radio. Sie waren zu hören bei der Deutschen Welle, auf Radio Köln, auf Radio NRW und 1 Live. Derzeit arbeiten sie für WDR2, WDR5, SWR3, HR3, YouFM und den NDR. Bekannte Serien sind: Sataan – die Serie, Grillstube Saloniki, Der kleine junge Mann von Nebenan, Expeditionen ins Sa-Tierereich, Ballermann-Nachrichten, ONKeL fISCH blickt zurück, Das Kreml-Monster sowie Airport Berlin – Eine unglaubliche Reise zu einem verrückten Flughafen. Sie legen Wert darauf, dass sie ihre Pointen selber schreiben.
Seit 2005 ist Onkel Fisch oft auf WDR 2 zu hören. Seit 2011 schreibt und produziert das Duo außerdem für die Zugabe ein wöchentliches Kabarett-Magazin und moderierte bis Ende 2024 den wöchentlichen Zugabe Pur Podcast.
Derzeit gibt es auf SWR 3 von Onkel Fisch jede Woche die Begeisterungswelle mit ONKeL fISCH.

## Bühne
Onkel Fisch brachten seit 1994 24 abendfüllende Programme auf die Bühne, seit 2011 mit satirischen, politisch-kabarettistischen Inhalten. Ihr aktuelles (2024) Programm heißt Wahrheit – die nackte und die ungeschminkte. Mit ihren Bühnenshows sind sie bundesweit auf Tour. Der WDR zeichnete mehrere Programme auf. Außerdem moderierten sie die drei Eins Live Comedy Touren 2004, 2005 und 2006.
Seit 2016 gibt es jährlich Onkel Fisch blickt zurück und die WDR2 Zugabe pur Jahresrückblicks-Show, deutschlandweite Touren mit einem Jahresrückblick als satirisches Nachrichtenformat mit Liedern und Spielszenen.

## Soloprogramme (Auswahl)
- Psychos
- Samureibekuchen
- Onkel Fisch auffem Sofa
- Allzweckaffen
- Auswandern gilt nicht!
- Neues aus der Lobbythek
- Europa – und wenn ja, wie viele?
- Populisten haften für ihre Kinder
- ONKeL fISCH blickt zurück, Jahresrückblick seit 2016
- Der WDR 2 Zugabe Pur Jahresrückblick
- Ensemblemitglieder bei der Schlachtplatte
- Jahresrückblicke seit 2016

## Fernsehen
Neben zahlreichen Gastauftritten war Onkel Fisch 2004 an der RTL-Personality-Sketch-Show Onkel Fisch beteiligt. Im Januar 2007 liefen die vier ersten Folgen von Onkel Fisch auffem Dorf im WDR. Die nächsten vier Episoden der Dorf-Impro-Show liefen im August und September desselben Jahres.
Von 2009 bis 2013 hat Onkel Fisch eine wöchentliche Rubrik namens secret.service für das EinsPlus-Magazin „in.puncto“ produziert, in dem das jeweilige Schwerpunktthema aufbereitet wird.

## Auszeichnungen
- 2018: Goldener Dajeh: Publikumspreis der Eifel Kulturtage
- 2017: Deutscher Kabarettpreis – Sonderpreis
- 2017: Gaul von Niedersachsen – Kabarettpreis
- 2017: Melsunger Scharfe Barte – 1. Platz
- 2017: Lüdenscheider Lüsterklemme – Kabarettpreis
- 2016: Stuttgarter Besen – Publikumspreis[3]
- 2015: Komiker Jackpot – 2. Platz
- 2013: Bremer Comedypreis – Jurypreis
- 2009: Hamburger Comedy Pokal – 3. Platz

## Diskografie
- 1999 ReimReiter „Gangsta“ (CDS)
- 2000 Sataan „In den Staub“
- 2000 Sataan „Das Album“
- 2001 Onkel Fisch „Der kleine junge Mann von Nebenan“
- 2002 Sataan „Apokalypse Teil II“
- 2002 Grillstube Saloniki
- 2004 Onkel Fisch Universum
- 2005 Dönermafia
- Onkel Fisch featuring Grillstube Saloniki „Griechenland“
- 2008 Zeitverschwendung auf hohem Niveau – Volume 1